# Regia Aeronautica

Rózgi liktorskie − znak rozpoznawczy Regia Aeronautica w latach 1935−1943

Regia Aeronautica (pol. „Królewskie Siły Powietrzne”) – siły powietrzne Królestwa Włoch istniejące w latach 1923−1946.

## Historia
Na początku XX wieku Włochy rozpoczęły prace nad bronią powietrzną.  Podczas wojny włosko-tureckiej w 1911 roku osobistym dekretem drugiego księcia Aosty wysłano na front w rejonie Trypolisu ochotniczy oddział lotniczy z 5 samolotami, zajmujący się głównie rozpoznaniem. 1 listopada 1911 porucznik Giulio Gavotti dokonał pierwszego w historii bombardowania z samolotu ręcznymi bombami.
Podczas I wojny światowej włoski Corpo Aeronautico Militare (Korpus Lotnictwa Wojskowego) używał wprawdzie francuskich myśliwców, lecz znaczną część pozostałych samolotów stanowiły konstrukcje włoskie, zwłaszcza ciężkie bombowce Caproni i szybkie samoloty zwiadowcze SVA.5. Marynarka wojena (Regia Marina) również rozpoczęła budowę własnych wodnosamolotów.
Osobistym dekretem nr 645 króla Wiktora Emaunela III z 28 marca 1923 roku utworzono Królewskie Siły Powietrzne (Regia Aeronautica) jako odrębny rodzaj sił zbrojnych. Faszystowska propaganda kładła duży nacisk na rozwój techniczny lotnictwa włoskiego oraz loty rekordowe, skumulowane w przelotach grupowych łodzi latających pod dowództwem generała Italo Balbo w 1930 i 1933 roku przez Ocean Atlantycki. Regia Aeronautica przetestowała swą siłę w hiszpańskiej wojnie domowej i w inwazji na Abisynię (obecnie Etiopia).
W chwili przystąpienia Włoch do II wojny światowej 10 czerwca 1940 roku, lotnictwo miało na stanie 3269 samolotów, z czego 1795 było w jednostkach bojowych. Wśród samolotów myśliwskich w jednostkach było sprawnych zaledwie 166 najnowocześniejszych myśliwców jednopłatowych Macchi MC.200 (77) i Fiat G.50 (88), które jednak i tak ustępowały nieco najnowszym myśliwcom alianckim, ponadto 200 Fiat CR.42 i 177 przestarzałych Fiat CR.32. Lotnictwo włoskie składało się wówczas z 25 pułków (stormo) bombowych, 8 pułków myśliwskich, jednego pułku szturmowego i dwóch osobnych dywizjonów (gruppo).
Po zawieszeniu broni przez Włochy 8 września 1943 roku siły Regia Aeronautica zostały podzielone – część lotnictwa pozostała wierna rządowi, a część podporządkowała się faszystowskiej Włoskiej Republice Socjalnej. Włoski rząd nakazał przelot wszystkich samolotów na stronę aliantów, co udało się dokonać 203 samolotom, ponadto 250 zostało wcześniej zdobyte przez aliantów w wyzwolonej części Włoch. Znaczna część lotników pozostała wierna ruchowi faszystowskiemu z uwagi na wysoki stopień zindoktrynowania oraz wspólną walkę z niemiecką Luftwaffe, a część nie mogła się ewakuować z uwagi na zajęcie lotnisk przez Niemców. Siły wierne rządowi utworzyły Włoskie Lotnicze Siły Współwalczące (Aviazione Cobelligente Italiana), walczące po stronie aliantów po wypowiedzeniu wojny przez Włochy przeciw Niemcom 13 października 1943 roku. W celu uniknięcia walk bratobójczych i z uwagi na duże zagrożenie dla zestrzelonych lotników ze strony Niemców, operowały jednak nie nad Włochami, a głównie nad Bałkanami. Ich głównymi zadaniami były: wspieranie i zaopatrywanie partyzantów jugosłowiańskich i walczących na Bałkanach włoskich oddziałów, eskorta bombowców alianckich i patrolowanie nad morzem. Początkowo Włoskie Lotnicze Siły Współwalczące miały 281 samolotów, w tym 165 sprawnych. Z uwagi na braki sprzętu, od połowy 1944 roku były przezbrajane w samoloty amerykańskie i brytyjskie. Do maja 1945 roku współwalczące lotnictwo włoskie wykonało 11 744 lotów w 4893 misjach bojowych, zrzucając 1500 ton bomb i 1800 ton zaopatrzenia; zginęło 40 lotników i zaginęło 72.
Następcą Regia Aeronautica są włoskie Siły Powietrzne (Aeronautica Militare).

### Poszczególne konflikty
Podczas zdobywania Cesarstwa Etiopii lotnictwo włoskie było odpowiedzialne za bombardowania i odcinanie zaopatrzenia wroga. Armia cesarza Hajle Syllasje I nie posiadała praktycznie lotnictwa, więc Regia Aeronautica całkowicie panowała w powietrzu.
Podczas hiszpańskiej wojny domowej samoloty włoskie, które walczyły u boku hiszpańskich nacjonalistów i Niemców, zgrupowane były w Aviazione Legionaria („Legion Powietrzny”). Legion ten głównie wspierał piechurów z Corpo Truppe Volontarie i wojska nacjonalistyczne oraz prowadził regularną kampanię powietrzną.
Podczas kampanii francuskiej lotnictwo włoskie przeprowadzało prawie wyłącznie bombardowania, czego skutki są widoczne w statystykach:
- misje bombowe: 716
- misje myśliwskie: 40
- zrzucone bomby: 276 ton
- zestrzelone samoloty wroga: 14 (7 brytyjskich, 6 francuskich i 1 holenderski).

W 1940 roku 170 włoskich maszyn wzięło udział w bitwie o Anglię (głównie 73 Fiat BR.20 - bombowce). Samoloty te startowały z lotnisk w okupowanej Belgii w ramach Corpo Aereo Italiano. Po zakończeniu kampanii samoloty przetransportowano do Grecji.
Podczas kampanii libijskiej samoloty Fiat CR.32 i Fiat CR.42 walczyły z pierwszą wielką brytyjską kontrofensywą.
Samoloty lotnictwa morskiego Regia Marina walczyły z brytyjskimi konwojami, które wypływały z Kairu i Aleksandrii.
Później siły królewskie przeniosły się do Tobruku i Trypolisu, a następnie do Tunezji.
Włosi wzięli również udział w operacji Barbarossa. Tam siły zgromadzone w Corpo Aereo Spedizione in Russia walczyły o Ukrainę i o Stalingrad 1942−1943. Atakowały Moskwę, a pod koniec osłaniały odwrót wojsk z terytorium ZSRR.
Regia Aeronautica pełniła defensywną rolę w walkach o Sycylię.

## Maszyny będące na użytku Królewskich Włoskich Sił Powietrznych

### Myśliwce
- Ambrosini S.A.I.207
- Fiat CR.32
- Fiat CR.42 Falco
- Fiat G.50 Freccia
- Fiat G.55 Centauro
- Macchi MC.200 Saetta
- Macchi MC.202 Folgore
- Macchi MC.205 Veltro
- Reggiane Re.2000 Falco I
- Reggiane Re.2001 Falco II
- Reggiane Re.2002 Ariete
- Reggiane Re.2005 Sagittario
- Caproni Vizzola F.5

### Ciężkie myśliwce i samoloty szturmowe
- Breda Ba.65
- Breda Ba.88 Lince
- Savoia-Marchetti SM.85
- Fiat CR.25
- CANSA FC.20
- IMAM Ro.57

### Bombowce
- Savoia-Marchetti SM.79 Sparviero
- Savoia-Marchetti SM.81 Pipistrello
- Savoia-Marchetti SM.82 Canguro
- Savoia-Marchetti SM.84
- Fiat BR.20 Cicogna
- CANT Z.1007 Alcione
- CANT Z.1018 Leone
- Caproni 135
- Piaggio P.32
- Piaggio P.108

### Transportowe, rozpoznawcze i morskie
- Caproni Ca.111
- Caproni Ca.133
- Caproni Ca.309/310/311/313/314
- IMAM Ro 37
- IMAM Ro 43/44
- CANT Z.501 Gabbiano
- CANT Z.506 Airone
- Fiat RS.14
- Savoia-Marchetti S.M. 73/74/75/83
- Fiat G.12

### Treningowe
- Caproni 100
- Caproni 164
- Breda 25/28
- IMAM Ro 41
- Nardi Fn 305/315
- Saiman 200/202
- Avia L.3
- Cansa C.5

## Asy Regia Aeronautica (II WŚ)
- Franco Lucchini − 24 zwycięstwa powietrznych
- Teresio Martinoli − 23 zwycięstwa powietrznych
- Leonardo Ferrulli − 22 zwycięstwa powietrznych
- Franco Bordoni-Bisleri − 19 zwycięstw powietrznych
- Luigi Gorrini − 19 zwycięstw powietrznych
- Mario Visintini − 17 zwycięstw powietrznych
- Ugo Drago − 17 zwycięstw powietrznych
- Mario Bellagambi − 14 zwycięstw powietrznych
- Luigi Baron − 14 zwycięstw powietrznych
- Luigi Gianella − 12 zwycięstw powietrznych
- Attilio Sanson − 12 zwycięstw powietrznych
- Carlo Magnaghi − 11 zwycięstw powietrznych
- Angelo Mastroagostino − 11 zwycięstw powietrznych
- Giorgio Solaroli di Briona − 11 zwycięstw powietrznych
- Mario Veronesi − 11 zwycięstw powietrznych
- książę Filippo Caraggi − 11 zwycięstw powietrznych
- Fernando Malvezzi − 10 zwycięstw powietrznych
- Giulio Reiner − 10 zwycięstw powietrznych
- Giuseppe Robetto − 10 zwycięstw powietrznych
- Carlo Maurizio Ruspoli di Poggio Suasa − 10 zwycięstw powietrznych
- Massimo Salvatore − 10 zwycięstw powietrznych
- Claudio Solaro − 10 zwycięstw powietrznych
- Ennio Tarantola − 10 zwycięstw powietrznych
- Giulio Torresi − 10 zwycięstw powietrznych